# پاسکواله پارودی
پاسکواله پارودی (انگلیسی: Pasquale Parodi; ۱۱ آوریل ۱۹۰۹ – ۱۵ نوامبر ۱۹۷۶) بازیکن فوتبال اهل ایتالیا بود.
از باشگاه‌هایی که در آن بازی کرده‌است می‌توان به باشگاه فوتبال اینتر میلان، باشگاه فوتبال نووارا، باشگاه فوتبال آلساندریا، و باشگاه فوتبال باری اشاره کرد.